# Cal Coder
Cal Coder o la Casa Coder, és un edifici del municipi de Reus  a la comarca del Baix Camp inclòs en l'Inventari del Patrimoni Arquitectònic de Catalunya, situat a la plaça del Mercadal número 13.

## Descripció
La importància arquitectònica d'aquest edifici rau en la seva significativa pervivència històrica, perquè l'establiment que va funcionar com a drogueria des de la construcció a final del segle xviii, ha estat una casa referent en el significat de la plaça, junt amb altres totalment desaparegudes. Cal remarcar sobretot l'interior, que s'ha restaurat respectant alguns elements de l'antic establiment, transformat en restaurant. L'edifici consta de planta baixa, tes pisos i unes golfes. La façana, d'arrebossat formant un encoixinat que representa carreus de pedra, està dividida en tres eixos. L'eix central té balcons i els dos laterals finestres de menor alçada. El balcó del primer pis és corregut. Una cornisa emmarca el terrat a la catalana i l'enllaça amb la casa del costat. La façana, de pedra calcària, mostra ornaments d'estil neoclàssic, i vidres decorats amb motius florals negres i daurats. Conserva els fanals exteriors de llautó que originàriament eren de gas. Hi ha també un soterrani, on s'hi entrava per una porta camuflada darrere del taulell de la drogueria, i que va servir de refugi antiaeri durant la guerra civil.

## Història
A la façana de l'establiment hi figura l'any 1790, com al de fundació de la botiga. El senyor Coder va emigrar durant la guerra napoleònica, però va tornar a la fi del conflicte.